# IHNed.cz
iHNed – czeski portal informacyjny związany z dziennikiem „Hospodářské noviny”.
W roku 2010 magazyn zajął 7. miejsce w ankiecie „Křišťálová Lupa” (kategoria media – ogólne).
Funkcję redaktora naczelnego pełnili: Josef Vratislav, Mirko Raduševič, Daniel Dočekal, Zdeněk John, Miloš Čermák, Filip Černý. W 2020 roku stanowisko redaktora naczelnego objął Luboš Kreč.
W ciągu miesiąca witryna odnotowuje blisko 4 mln wizyt (stan na 2020 rok). W rankingu Alexa była notowana globalnie na miejscu: 51 865 (grudzień 2020), w Czechach: 305 (grudzień 2020).